# Замок Бро

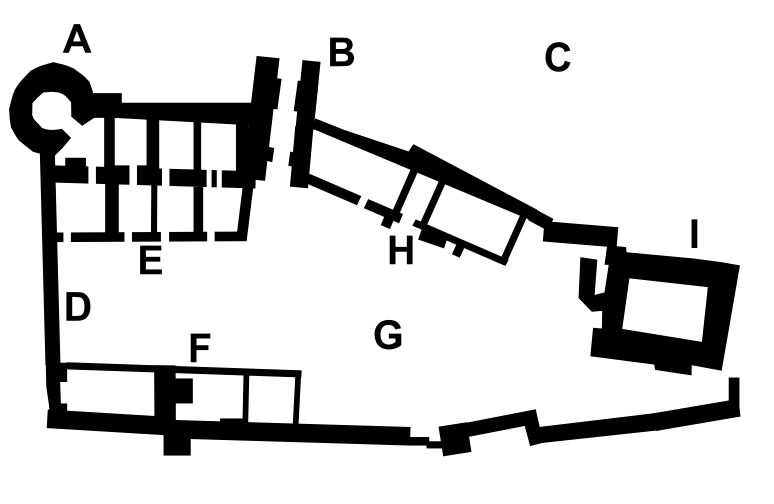
План замка.

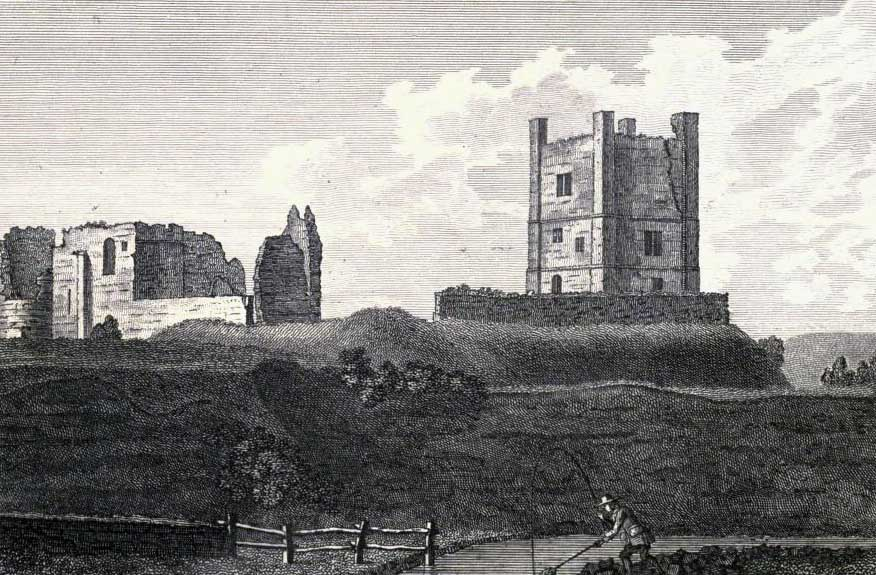
Frances Grose. Замок Бро. 1775 год.

Замок Бро (англ. Brough) находится на севере Англии в графстве Камбрия недалеко от южных границ Шотландии. Замок открыт круглосуточно на протяжении всего года.

## История замка

### Ранняя история
Первоначально на месте Бро стояла большая римская крепость, предназначенная для того, чтобы контролировать прилегающий участок дороги.
В 1090-х годах в северной части территории римского укрепления Вильгельм II построил обнесенный стеной замок — один из первых каменных замков Англии. Бро защищал английскую границу до 1136 года, пока он и соседний замок Эпплби не были захвачены шотландцами. В 1157 году англичане отбили замок обратно. В 1173—1174 годах замок осадил шотландский король Вильгельм Лев. Гарнизон Бро, состоявший всего из шести рыцарей и небольшого количества простых воинов, не смог долго сопротивляться — вскоре замок пал, после чего был сожжен и разрушен шотландцами.
Сохранившийся до наших дней донжон был построен в 1180 году Теобальдом де Валуином, который начал восстанавливать замок. В 1203 году король Иоанн Безземельный пожаловал Бро Роберту Вьепонту, и тот завершил строительство и укрепление нового замка.

### Бароны Клиффордские
В 1268 году Бро перешёл в собственность баронов Клиффордских, которые уже владели расположенным неподалёку замком Брохэм. Около 1300 года Роберт Клиффорд воздвиг в замке дополнительные сооружения, в том числе круглую башню в юго-восточной части замка — так называемую Башню Клиффорда, — а в середине XIV в. его внук Роджер перестроил верхний уровень замка, превратив его в большой зал, опоясанный палатами.
Клиффорды жили в замке на протяжении неполных трех веков, пока Бро не сгорел на Рождество 1521 года. После пожара замок простоял заброшенным около 140 лет. В 1659 году замком занялась леди Анна Клиффорд, которая восстановила Бро (а также другие фамильные замки Клиффордов) и провела в нём значительную часть жизни. После её смерти в 1676 году замок снова опустел.

### Период упадка
После смерти леди Клиффорд Бро перешёл по наследству к графам Танетским. В 1715 году на аукционе за 55 фунтов было продано покрытие крыши замка, а в 1763 году он был наполовину разобран на камни для строительства соседнего завода. В 1920 году, когда Бро перешёл под опеку Министерства труда, от него остались одни руины. В настоящее время охраной замка занимается организация «Английское наследие».